# Rugby (Anglaterra)
Rugby és una ciutat del comtat de Warwickshire, al mig-oest d'Anglaterra, situada a la vora del riu Avon. Posseeix una població de 61.988 segons el cens del 2001. La ciutat és coneguda per ésser el lloc de naixement del rugbi, es va començar a jugar a l'escola local i, en fer-se popular, es va exportar a altres països.

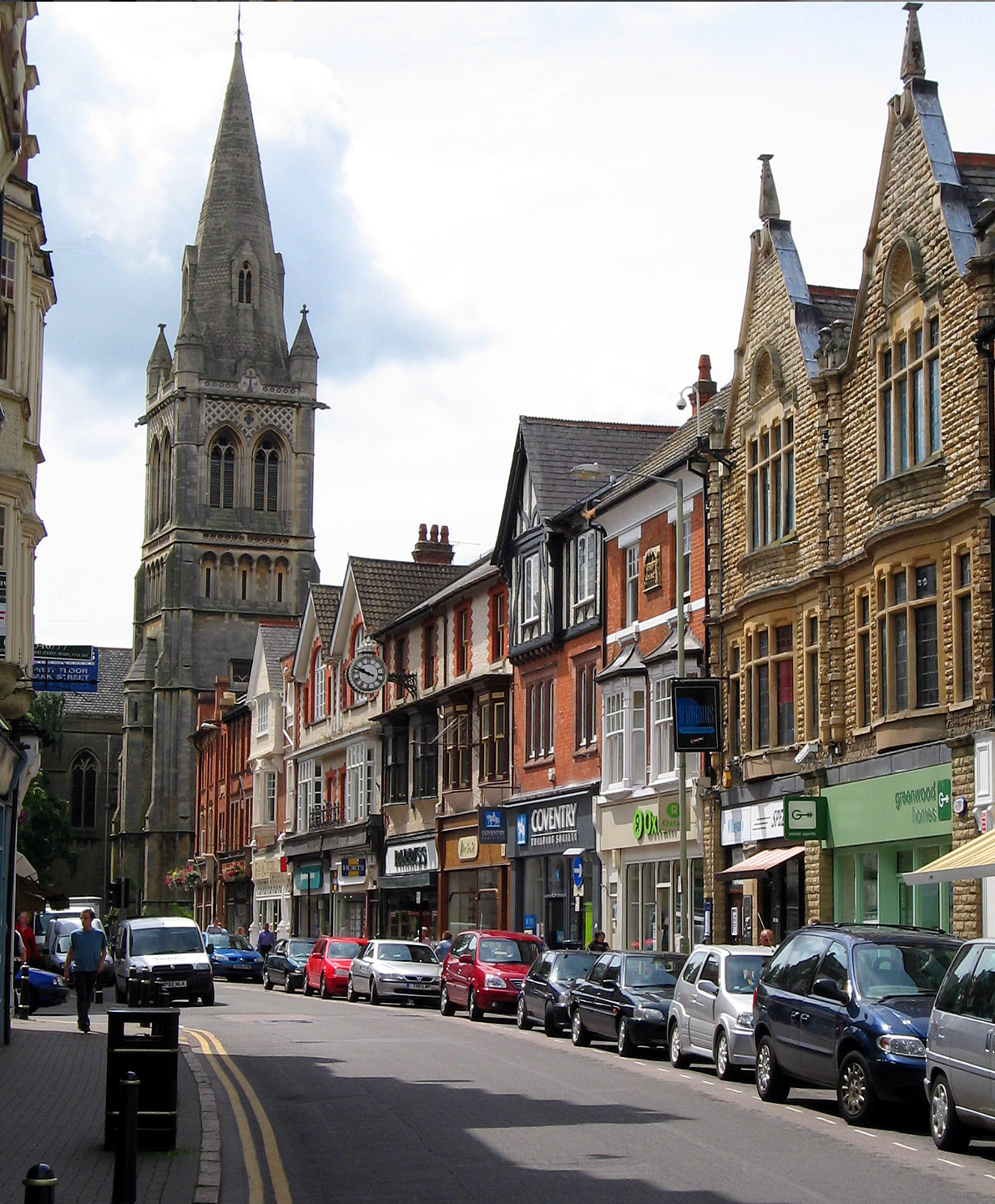
Regent Street amb l'església de St Andrews

## Toponímia
Hi ha dues teories sobre l'origen del nom d'aquesta ciutat:
Per a alguns seria una derivació de l'expressió anglosaxona Hrōca burh, que voldria dir «recinte emmurallat de Hrōca» i Hrōca podria ser o bé un nom propi de persona o bé un nom d'ocell, la graula.
La segona teoria apunta a un origen celta, amb l'expressió Droche-brig que voldria dir «turó feréstec».
A començaments de l'edat mitjana hi ha escrits on aquesta ciutat consta com Rocheberie i poc després Rokeby L'acabament -by és clarament d'origen viking i significa «ciutat».

## Història
L'àrea de Rugby ja estava poblada a l'edat del ferro. A prop de la ciutat també s'han trobat vestigis d'un assentament romà anomenat Tripontium.
El 1086, en el registre cadastral anomenat Domesday Book s'hi fa esment com un petit llogarret habitat per camperols. Al segle xiii s'hi va construir una església dedicada a sant Andreu, obra de l'arquitecte William Butterfield. El rei Enric III d'Anglaterra va concedir el 1255 permís a la ciutat per a fer un mercat firal, cosa que va atreure nous pobladors; el dret a cobrar les taxes del mercat va recaure en sir Henry Rokeby.

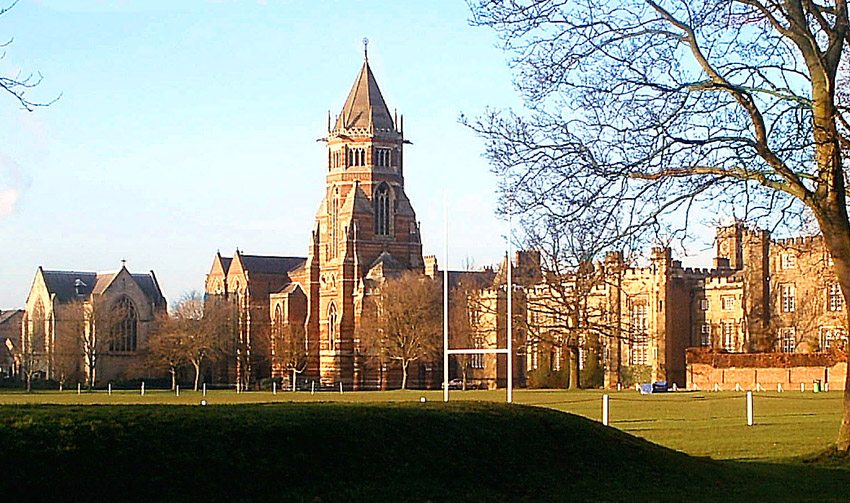
La Rugby School

El 1567, com a última voluntat al testament de Lawrence Sheriff, es va construir el col·legi Rugby School per a nens de famílies amb pocs recursos econòmics. Aquesta escola va ser ampliada el 1815 amb uns edificis d'arquitectura senyorial per a ser residència d'estudiants; començant a incloure alumnes de pagament, entre set i disset anys. Encara avui dia és un dels internats més importants d'Anglaterra.
Però el que va fer augmentar considerablement la seva població va ser la construcció de dues línies de ferrocarril que tenen Rugby com a punt d'encreuament: la línia London and Birmingham Railway el 1838 i la línia Midland Counties Railway el 1840. En pocs anys la població va passar de 2.500 habitants a 10.000.

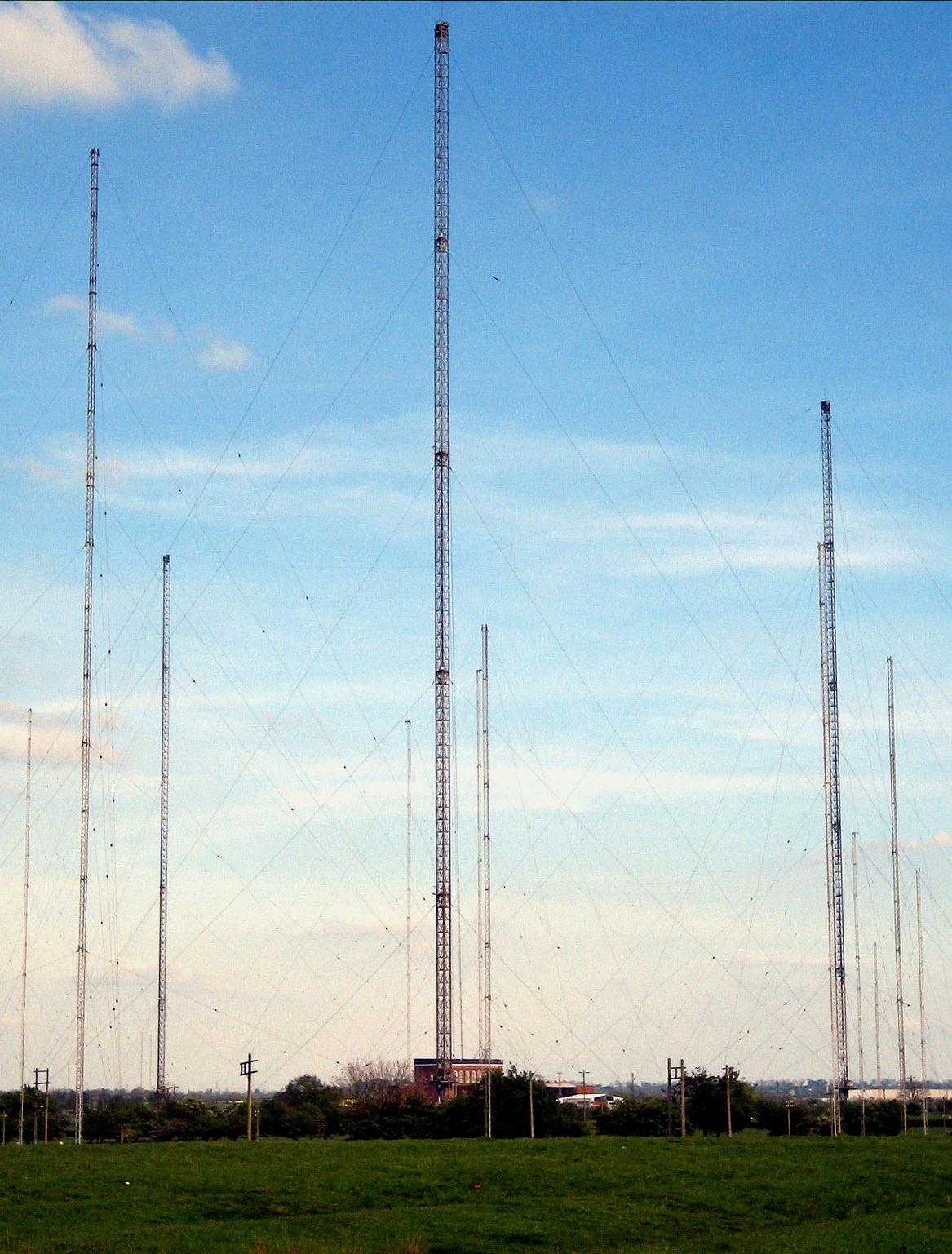
Transmissors VFL de Rugby

Entre el 1899 i el 1969 la ciutat va tenir una segona estació de ferrocarril que connectava amb el sud del país, però que va ser clausurada per les retallades de la llei Beeching Axe.
A partir del 1890 diverses indústries es van instal·lar a la ciutat, cosa que també va contribuir a l'augment de la població, que va assolir el 1940 els 40.000 habitants.
El 1926 es va instal·lar a l'est de Rugby un conjunt d'antenes gegants de comunicacions. En principi es tractava d'establir connexions per radiofreqüència amb altres indrets de la Commonwealth. El 2004 se'n va desmuntar unes quantes amb explosius i se'n va deixar les més altes que finalment van ser desmuntades el 2007.

## Economia
Actualment la major part dels diners que es generen a la ciutat provenen de la indústria d'enginyeria, principalment la fabricació de motors. Algunes de les empreses destacades són: La Rolls Royce i la General Electric Company. La segona activitat més important és la producció de ciment i material de construcció; i en tercer lloc. la restauració i del turisme, ja que moltes persones senten curiositat per visitar la ciutat on es va originar el conegut esport.
També és una ciutat que viu del comerç, perquè reuneix compradors de les poblacions veïnes, vestigi d'haver estat una antiga localitat firal.

## Població
L'actual població aplega també altres antics municipis que, amb el creixement de la ciutat, han estat assimilats esdevenint barriades de Rugby. Aquests són: Bilton, Hillmorton, Brownsover i Newbold-on-Avon, que van ser incorporats el 1932.
Des d'aleshores la ciutat ha continuat creixent i avui dia inclou les àrees de New Bilton, Overslade i Hillside. Fins i tot es preveu que acabi absorbent les poblacions de Clifton-upon-Dunsmore, Cawston, Dunchurch i Long Lawford.

## Persones famoses
A la ciutat de Rugby hi ha tres estàtues dedicades a personatges cèlebres de la ciutat:
- Rupert Brooke, poeta; situada a Regent street.
- Thomas Hughes, per haver aconseguit guanyar la Copa del Món de Rugbi; està situada a Barby Road en una zona ajardinada davant de la biblioteca
- William Webb Ellis, estudiant de la Rugby School a qui s'atribueix la creació de les regles del joc esportiu conegut com a rugbi.

Altres personatges destacats són:
- Joseph Norman Lockyer, descobridor de l'heli i fundador de la revista científica Nature.
- Frank Whittle, inventor del motor de reacció el 1937.
- Dennis Gabor, hongarès que va desenvolupar la seva carrera a Rugby on el 1947 va inventar l'holografia.

## Agermanaments
- Évreux, França[11]
- Rüsselsheim, Alemanya